# Пайк (окръг, Охайо)
Окръг Пайк (на английски: Pike County) е окръг в щата Охайо, Съединени американски щати. Площта му е 1150 km², а населението - 27 695 души (2000). Административен център е град Уейвърли.